# Moje drugie ja
Moje drugie ja (ang. The Other Me) – amerykański film należący do kategorii Disney Channel Original Movies.

## Fabuła
Will Browning jest leniwym uczniem. Albo zdobędzie dobrą ocenę, albo pojedzie na obóz wojskowy w wakacje. Próbując wykonać projekt zwany „Ocean Pets”, niechcący tworzy swojego klona. Wysyła go do szkoły, ponieważ ten jest od niego znacznie mądrzejszy. Wszyscy bardziej lubią klona niż Willa.

## Obsada
- Andrew Lawrence – Will Browning / Twoie (Gil)
- Mark L. Taylor – Tata
- Lori Hallier – Mama
- Alison Pill – Allana Browning
- Brenden Jefferson – Chuckie
- Joe Grifasi – Conrad
- Scott McCord – Victor
- Tyler Hynes – Scottie DeSota
- Sarah Gadon – Heather
- Robert Buck – Dziadek Mordechai
- Andrea Garnett – Pani Pinkerson